# Andre Braugher
Andre Keith Braugher (Chicago, 1962. július 1. –‎ South Orange, 2023. december 11.) kétszeres Primetime Emmy-díjas amerikai színész.
Leginkább televíziós sorozatokban szerepelt. A Gyilkos utcák (1993–1999) drámasorozatban Frank Pembleton nyomozót formálta meg. A Men of a Certain Age (2009–2011) című vígjáték-drámasorozat epizódjaiban Owen Thoreau Jr. használtautó-kereskedőt, míg a Brooklyn 99 – Nemszázas körzet című vígjátéksorozatban 2013–2021 között Raymond Holt századost alakította. A Gyilkos utcák főszereplőjeként, valamint a 2006-os Thief című minisorozattal egy-egy Primetime Emmy-díjat nyert. Utóbbival és a Gideon's Crossing kórházi drámasorozattal kétszer jelölték Golden Globe-díjra is.
Filmes mellékszereplései közé tartozik Az 54. hadtest (1989), a Legbelső félelem (1996), az Angyalok városa (1998), a Frekvencia (2000) és a Tuti duók (2000). A 2000-es évektől olyan filmekben tűnt fel mint a Poseidon (2006), A köd (2007), A Fantasztikus Négyes és az Ezüst Utazó (2007), a Salt ügynök (2010), a Hazárdjáték (2014) és legutolsó filmje, az Azt mondta (2022). 
2023. december 11-én, 61 évesen hunyt el, rövid betegséget követően. Halálhírét két nappal később hozták nyilvánosságra.

## Fiatalkora és tanulmányai
1962. július 1-jén született Chicagóban, Sally postai dolgozó és Floyd Braugher nehézgépkezelő négy gyermeke közül a legfiatalabbként. A chicagói West Side Austin városrészében nőtt fel. Középiskolai tanulmányait a St. Ignatius College Prep-ben végezte, majd ösztöndíjjal a Stanford Egyetemre került. Eredetileg mérnöki szakra készült, de rájött, hogy a színészet is tetszik neki. 1984-ben szerzett BA diplomát színművészetből. Ezután a Juilliard School drámatagozatára járt, ahol 1988-ban szerzett diplomát.

## Filmográfia

### Film
| Év   | Magyar cím                              | Eredeti cím                               | Szerep                       | Magyar hang        |
| ---- | --------------------------------------- | ----------------------------------------- | ---------------------------- | ------------------ |
| 1989 | Az 54. hadtest                          | Glory                                     | Thomas Searles tizedes       | Gergely Róbert     |
| 1989 | Az 54. hadtest                          | Glory                                     | Thomas Searles tizedes       | Zámbori Soma       |
| 1993 | Árral szemben                           | Striking Distance                         | Frank Morris kerületi ügyész | Galambos Péter     |
| 1996 | Legbelső félelem                        | Primal Fear                               | Tommy Goodman                | Laklóth Aladár     |
| 1996 | Legbelső félelem                        | Primal Fear                               | Tommy Goodman                | Viczián Ottó       |
| 1996 | Ha megy a busz                          | Get on the Bus                            | Flip                         |                    |
| 1998 | A tolvaj és a gyilkosok                 | Thick as Thieves                          | Dink                         | Ifj. Jászai László |
| 1998 | Angyalok városa                         | City of Angels                            | Cassiel                      | Galambos Péter     |
| 1999 | A hangos revolverek városa              | It's the Rage                             | Tim                          | Gesztesi Károly    |
| 2000 | Halálnemek                              | A Better Way to Die                       | Cleveland                    | Galambos Péter     |
| 2000 | Frekvencia                              | Frequency                                 | Satch DeLeon                 | Schneider Zoltán   |
| 2000 | Tuti duók                               | Duets                                     | Reggie Kane                  | Haás Vander Péter  |
| 2000 | Tuti duók                               | Duets                                     | Reggie Kane                  | Orosz Ákos         |
| 2006 | Poseidon                                | Poseidon                                  | Bradford kapitány            | Németh Gábor       |
| 2007 | A Fantasztikus Négyes és az Ezüst Utazó | Fantastic Four: Rise of the Silver Surfer | Hager tábornok               | Ifj. Jászai László |
| 2007 | Orosz rulett élőben                     | Live!                                     | Don                          | Varga Rókus        |
| 2007 | A köd                                   | The Mist                                  | Brent Norton                 | Varga Rókus        |
| 2008 | A 109. utas                             | Passengers                                | Perry                        |                    |
| 2010 | Superman és Batman                      | Superman/Batman: Apocalypse               | Darkseid (hangja)            |                    |
| 2010 | Salt ügynök                             | Salt                                      | védelmi miniszter            | Bolla Róbert       |
| 2012 | Számkivetettek                          | The Baytown Outlaws                       | Millard                      | Törköly Levente    |
| 2014 | Hazárdjáték                             | The Gambler                               | Dean Fuller                  | Galambos Péter     |
| 2015 |                                         | Emily & Tim                               | Tim                          |                    |
| 2021 | Szilaj: Zabolátlanok                    | Spirit Untamed                            | Al Granger (hangja)          |                    |
| 2022 | Azt mondta                              | She Said                                  | Dean Baquet                  | Papucsek Vilmos    |

### Televízió
Tévéfilmek
| Év   | Magyar cím                                    | Eredeti cím                           | Szerep                  | Magyar hang    |
| ---- | --------------------------------------------- | ------------------------------------- | ----------------------- | -------------- |
| 1989 | Kojak: Ariana                                 | Kojak: Ariana                         | Winston Blake nyomozó   |                |
| 1989 | Kojak: Végzetes vonzalmak                     | Kojak: Fatal Flaw                     | Winston Blake nyomozó   |                |
| 1990 | Kojak: Virágok Matty-nek                      | Kojak: Flowers for Matty              | Winston Blake nyomozó   |                |
| 1990 | Kojak: Valami mindig történik                 | Kojak: It's Always Something          | Winston Blake nyomozó   |                |
| 1990 |                                               | Murder in Mississippi                 | Dennis                  |                |
| 1990 | Kojak: A könyvelő halála                      | Kojak: None so Blind                  | Winston Blake nyomozó   |                |
| 1990 | Villamosszék villanófényben                   | Somebody Has to Shoot the Picture     | Dan Weston              |                |
| 1990 |                                               | The Court-Martial of Jackie Robinson  | Jackie Robinson         |                |
| 1993 | Bajtársak                                     | Class of ’61                          | Lucius                  |                |
| 1993 | Figyelmeztetés nélkül: Rémület a toronyházban | Without Warning: Terror in the Towers | Taggert                 | Galambos Péter |
| 1995 | A 99-es alakulat                              | The Tuskegee Airmen                   | Benjamin O. Davis Jr.   | Varga Tamás    |
| 1995 | A 99-es alakulat                              | The Tuskegee Airmen                   | Benjamin O. Davis Jr.   | Orosz István   |
| 1999 | Kosár feketén fehéren                         | Passing Glory                         | Joseph Verrett atya     |                |
| 1999 | Szerelmes dalok                               | Love Songs                            | Ellis                   |                |
| 2000 |                                               | Homicide: The Movie                   | Frank Pembleton nyomozó |                |
| 2001 |                                               | Enduring Faith                        | narrátor                |                |
| 2002 | Fekete vonat                                  | 10,000 Black Men Named George         | A. Philip Randolph      | Koncz István   |
| 2003 |                                               | Soldier's Girl                        | Carlos Diaz őrmester    |                |

Sorozatok
| Év        | Magyar cím                               | Eredeti cím                        | Szerep                                 | Megjegyzések                                             |
| --------- | ---------------------------------------- | ---------------------------------- | -------------------------------------- | -------------------------------------------------------- |
| 1993–1998 | Gyilkos utcák                            | Homicide: Life on the Street       | Frank Pembleton nyomozó                | 98 epizód                                                |
| 1996      | Esküdt ellenségek                        | Law & Order                        | Frank Pembleton nyomozó                | 1 epizód                                                 |
| 2000–2001 |                                          | Gideon's Crossing                  | Dr. Ben Gideon                         | 20 epizód                                                |
| 2000–2001 | Jackie Chan kalandjai                    | Jackie Chan Adventures             | Derge (hangja)                         | 3 epizód                                                 |
| 2001      | Ügyvédek                                 | The Practice                       | Dr. Ben Gideon                         | 1 epizód                                                 |
| 2002–2004 | Hack – Mindörökké zsaru                  | Hack                               | Marcellus Washington                   | 39 epizód                                                |
| 2003–2022 |                                          | American Experience                | Robert Carter / narrátor               | 4 epizód                                                 |
| 2004      | Borzalmak városa                         | Salem's Lot                        | Matt Burke                             | - minisorozat (2 epizód) - magyar hangja: - Epres Attila |
| 2006      |                                          | Thief                              | Nick Atwater                           | 6 epizód                                                 |
| 2008      | Az Androméda-törzs                       | The Andromeda Strain               | George W. Mancheck tábornok            | - minisorozat (4 epizód) - magyar hangja: - Vass Gábor   |
| 2009–2011 |                                          | Men of a Certain Age               | Owen Thoreau Jr.                       | 22 epizód                                                |
| 2009–2012 | Doktor House                             | House                              | Dr. Darryl Nolan                       | 4 epizód                                                 |
| 2010      | Miami trauma                             | Miami Medical                      | Dr. William Rayner                     | 1 epizód                                                 |
| 2011–2015 | Esküdt ellenségek: Különleges ügyosztály | Law & Order: Special Victims Unit  | Bayard Ellis                           | 6 epizód                                                 |
| 2012–2013 | Last Resort – A belső ellenség           | Last Resort                        | Marcus Chaplin százados                | 13 epizód                                                |
| 2013–2021 | Brooklyn 99 – Nemszázas körzet           | Brooklyn Nine-Nine                 | Raymond Holt százados                  | - 153 epizód - magyar hangja: - Jakab Csaba              |
| 2015      |                                          | Axe Cop                            | Lobster Man (hangja)                   | 1 epizód                                                 |
| 2016      | Új csaj                                  | New Girl                           | Raymond Holt százados                  | 1 epizód                                                 |
| 2017      | BoJack Horseman                          | BoJack Horseman                    | Woodchuck Coodchuck-Berkowitz (hangja) | 4 epizód                                                 |
| 2019      |                                          | Live in Front of a Studio Audience | James Evans                            | 1 epizód                                                 |
| 2022      | Diane védelmében                         | The Good Fight                     | Ri'Chard Lane                          | főszereplő (6. évad)                                     |

## Fordítás
- Ez a szócikk részben vagy egészben  az   Andre Braugher című angol Wikipédia-szócikk ezen változatának fordításán alapul.  Az eredeti cikk szerkesztőit annak laptörténete sorolja fel. Ez a jelzés csupán a megfogalmazás eredetét és a szerzői jogokat jelzi, nem szolgál a cikkben szereplő információk forrásmegjelöléseként.